# Nowy Dwór (powiat pilski)
Nowy Dwór (niem. Neuhof) – wieś w Polsce położona w województwie wielkopolskim, w powiecie pilskim, w gminie Szydłowo. 

## Historia
Miejscowość pierwotnie związana była z Wielkopolską. Istnieje od połowy XVI wieku. Założona została w 1560 roku jako folwark starościński przynależny do Skrzatusza i zwany „Nowodwór”. Wymieniona w dokumencie z 1586 pod obecną nazwą "Nowy Dwór" .
Była wsią królewską starostwa wałeckiego, pod koniec XVI wieku leżała w powiecie wałeckim województwa poznańskiego. Z racji usytuowana na granicy starostwa wałeckiego i ujsko-pilskiego stała się osobnym kluczem zwanym także starostwem. Siedziba tego niegrodowego starostwa znajdowała się jednak w Skrzatuszu. W 1586 we dworze nowodworskim urzędowała komisja królewska powołana do rozgraniczenia starostw wałeckiego i ujskiego. Świadkowie dowodzili, że zmarły kasztelan międzychodzki i starosta wałecki Andrzej Górka (1534-1583), osadził wsie Róża i Nowy Dwór na gruncie wsi Rozwałd (obecnie Różewo) w starostwie wałeckim, na lewym brzegu rzeki Łomnicy. Świadkowie wspomnieli również, że wsie zostały lokowane na terenie lasu Krzyczyn. Z kolei wojewoda poznański Stanisław Górka, starosta ujski, brat dowodził za pośrednictwem swego pełnomocnika, na podstawie regestrów prowentowych swego ojca starosty Gujskiego i kasztelana poznańskiego Andrzeja Górki (1500-51), że obie wspomniane wsie wraz z wsią Pokrzywnica powstały na gruncie starostwa ujskiego. W 1591 komisarze królewscy wytyczyli granice tych starostw: Skrzatusz, Nowy Dwór i Rozwałd pozostały w stwie wałeckim, a Pokrzywnica i Róża w stwie ujskim .
Starostą nowodworskim była między innymi Katarzyna Jadwiga z Denhofów Wejherowa, wojewodzina pomorska, wdowa po Melchiorze staroście wałeckim, późniejsza żona Andrzeja Gembickiego, a także Konstantego Goraj – Berezy, fundatora kościoła w Skrzatuszu. W XVIII wieku starostami byli także kolejno Józef Potulicki i Książę August Sułkowski. Podczas pierwszego rozbioru Polski w Nowym Dworze było 18 domów i folwark. Pod koniec XIX wieku powstał tu pałacyk z parkiem, który przetrwał do dziś.
Po II wojnie światowej przechodził on różne koleje losu. Były tam mieszkania, biura PGR Nowy Dwór. Później był dzierżawiony przez Niemców i Belgów ostatecznie został wykupiony przez osobę prywatną. Powojenna historia Nowego Dworu kojarzy się głównie z zakładem rolnym PGR, który został utworzony na bazie majątku. Początkowo był on w strukturach Kombinatu PGR Różewo później Jaraczewo. Zakład zajmował się produkcją roślinną i zwierzęcą głównie była to produkcja jałowizny i trzody chlewnej. W Nowym Dworze była też mieszalnia pasz obsługująca kilka innych zakładów. Przybywało mieszkańców, wybudowano kilka bloków.
Obok PGR we wsi istniały też indywidualne gospodarstwa rolne. 
Wieś jest zwodociągowana. Początkowo mieszkańcy korzystali z ujęcia wody znajdującego się w pałacu, co stało się problematyczne po sprzedaży obiektu. W 2005 roku Gmina Szydłowo wybudowała nowy wodociąg i podłączyła Nowy Dwór do ujęcia wody znajdującego się na Kolonii Leżenica.
W latach 1975–1998 miejscowość należała administracyjnie do województwa pilskiego.